# دل ليمان
دل ليمان (بالإنجليزية: Del Lyman) هو لاعب كرة قدم أمريكية أمريكي، ولد في 9 يوليو 1918، وتوفي في 19 ديسمبر 1986.